# Ryan Ebert
Ryan Ebert (* in Friendship, Adams County, Wisconsin) ist ein US-amerikanischer Drehbuchautor, Filmproduzent, Filmregisseur und Schauspieler.

## Leben
Ebert, geboren und aufgewachsen in Friendship, verbrachte viel Zeit in Theater-, Musicalproduktionen und Sketchen für ein örtliches Gemeinschaftstheater und für seine High School. Für ein Jahr zog er nach Milwaukee, um die Business School zu besuchen, brach dies aber ab. Anschließend zog er nach Chicago und sammelte Erfahrungen in Improvisationstheater im Second City Training Center. Ebert besuchte von 2016 bis 2018 das Columbia College-Hollywood in Chicago. Er schloss sein Studium mit einem Bachelor of Arts ab.
2018 schrieb er sein erstes Drehbuch für den Kurzfilm We Need to Talk, für den er außerdem für die Produktion und Regie zuständig war. 2019 schrieb er das Drehbuch für den Katastrophenfilm San Andreas Mega Quake. 2020 schrieb er für den Katastrophenfilm Apocalypse of Ice – Die letzte Zuflucht ebenfalls das Drehbuch. 2021 folgte Tales of a 5th Grade Robin Hood, 2022 Shark Side of the Moon. Im selben Jahr war er als Drehbuchautor, Filmproduzent und Filmregisseur am Kurzfilm Piñata beteiligt. 2023 schrieb er für den Tierhorrorfilm Megalodon: The Frenzy das Drehbuch. Er übernahm auch immer wieder kleinere Rollen als Schauspieler oder Synchronsprecher.

## Filmografie (Auswahl)

### Drehbuch
- 2018: We Need to Talk (Kurzfilm; auch Produktion und Regie)
- 2019: San Andreas Mega Quake
- 2020: Apocalypse of Ice – Die letzte Zuflucht (Apocalypse of Ice)
- 2021: Tales of a 5th Grade Robin Hood
- 2022: Shark Side of the Moon
- 2022: Piñata (Kurzfilm; auch Produktion und Regie)
- 2023: Megalodon: The Frenzy
- 2024: Heretics
- 2024: Shark Warning

### Schauspiel
- 2011: Contagion
- 2016: Trolland (Animationsfilm; Sprechrolle)
- 2018: Sharknado 6: The Last One (The Last Sharknado: It’s About Time, Fernsehfilm)
- 2019: Psycho BFF (Fernsehfilm; Sprechrolle)
- 2022: Shark Side of the Moon
- 2022: Piñata (Kurzfilm)
- 2023: The Little Mermaid (Animationsfilm; Sprechrolle)
- 2023: Megalodon: The Frenzy